# Robert Kaye Greville
Robert Kaye Greville (Bishop Auckland, 13 dicembre 1794 – Edimburgo, 4 giugno 1866) è stato un botanico e micologo inglese.
Sin dalla giovane età mostrò interesse alle scienze naturali e alla botanica.
Egli seguì corsi di medicina a Londra e ad Edimburgo ma non completò mai gli studi. 
Dopo il matrimonio, nel 1816, si stabilì ad Edimburgo dove studiò anatomia. 
Nel 1819 si unì alla Wernerian Society alla quale sottopose innumerevoli lavori, oltre che alla Botanical Society di Edimburgo. 
Nel 1823 Greville iniziò a pubblicare le proprie tavole floristiche a colori sul mensile Scottish cryptogamic flora. 
Morì nella sua casa di Edimburgo il 4 giugno 1866. 

## Pubblicazioni
- Flora Edinensis  (1824)
- Tentamen methodi Muscorum (1822-1826)
- Icones filicum  (1830)
- Scottish cryptogamic flora, (1822-1828)
- Algae britannicae, (1830)